# Portabandera

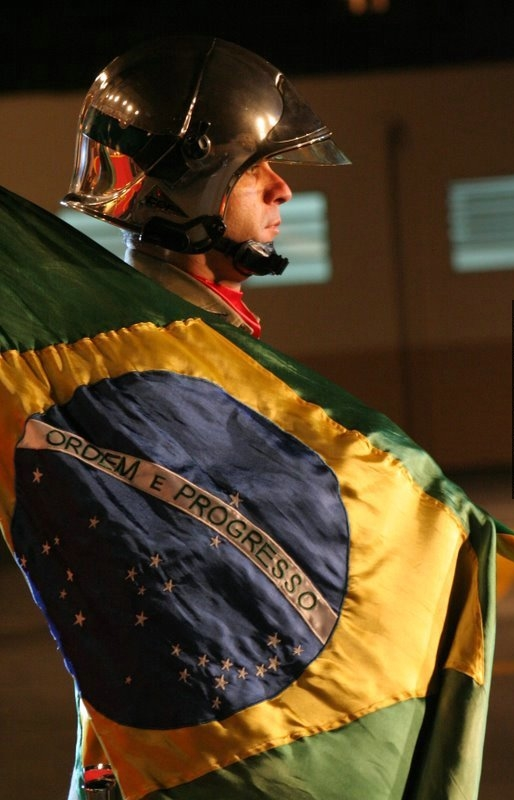
Portabandera del Cos de Bombers de l'Estat de Paraná - Brasil

Un portabandera, portaestendard, banderer o senyaler és una persona (civil o militar) que porta un emblema anomenat ensenya o estendard, és a dir, ja siga un tipus de bandera o una imatge rígida però mòbil, que s'utilitza com un símbol formal (i de vegades és honorat) i visual d'un Estat, d'un príncep, d'una unitat militar, d'una corporació, etc
Açò pot ser un deure ocasional, sovint vist com un honor (sobretot en una desfilada), o un càrrec permanent (també en el camp de batalla), el segon tipus ha arribat a provocar en alguns casos aquesta tasca es reflecteix en títols de rang oficial com Alferes i Corneta.
Molts dels termes que existeixen, sovint especifiquen el tipus d'estendard portat (en diversos casos esmentat en parèntesis després del portador).